# Station Aberdour
Aberdour is een station van National Rail in Fife in Schotland. Het station is eigendom van Network Rail en wordt beheerd door ScotRail. 

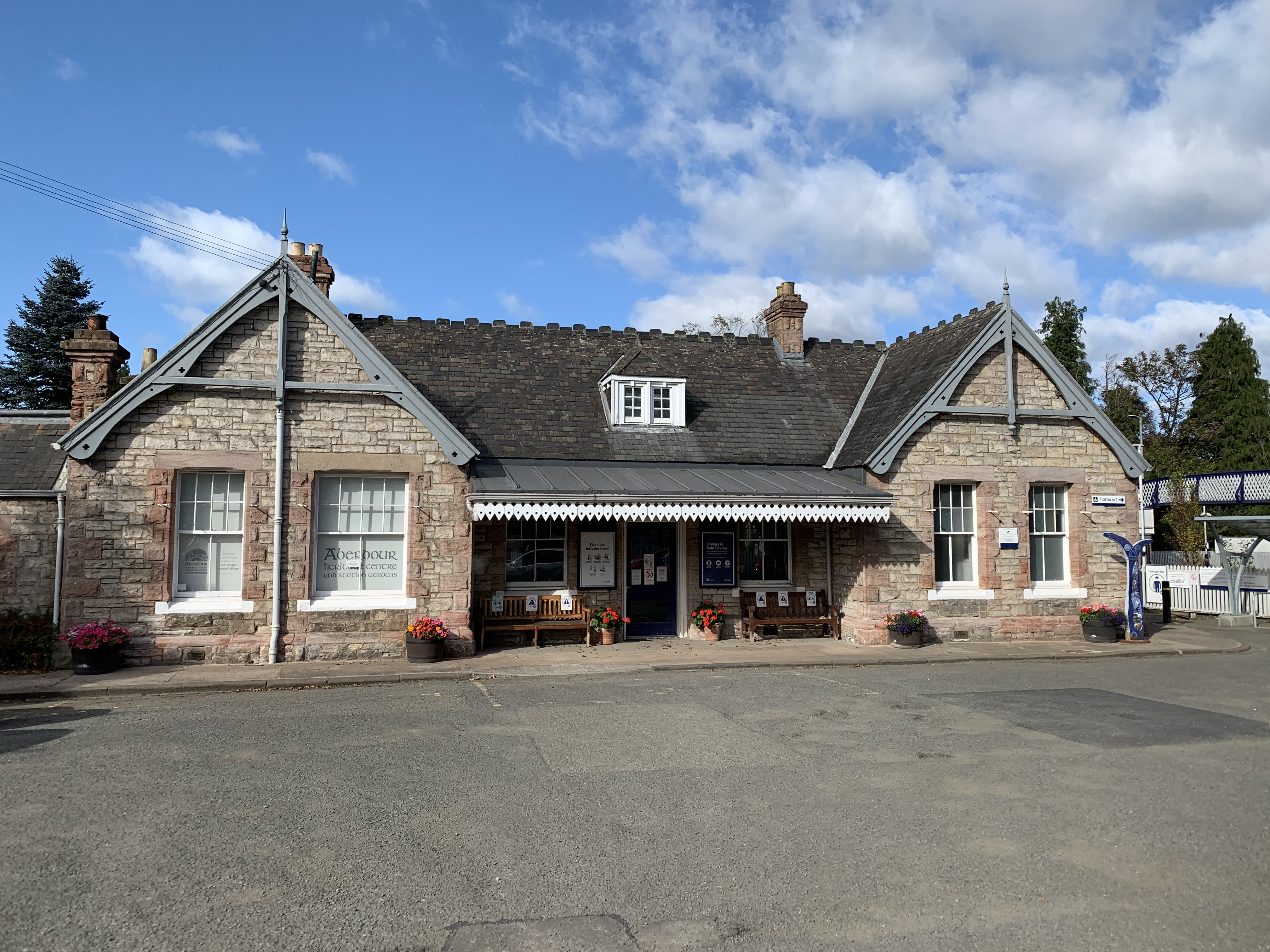
Stationsgebouw
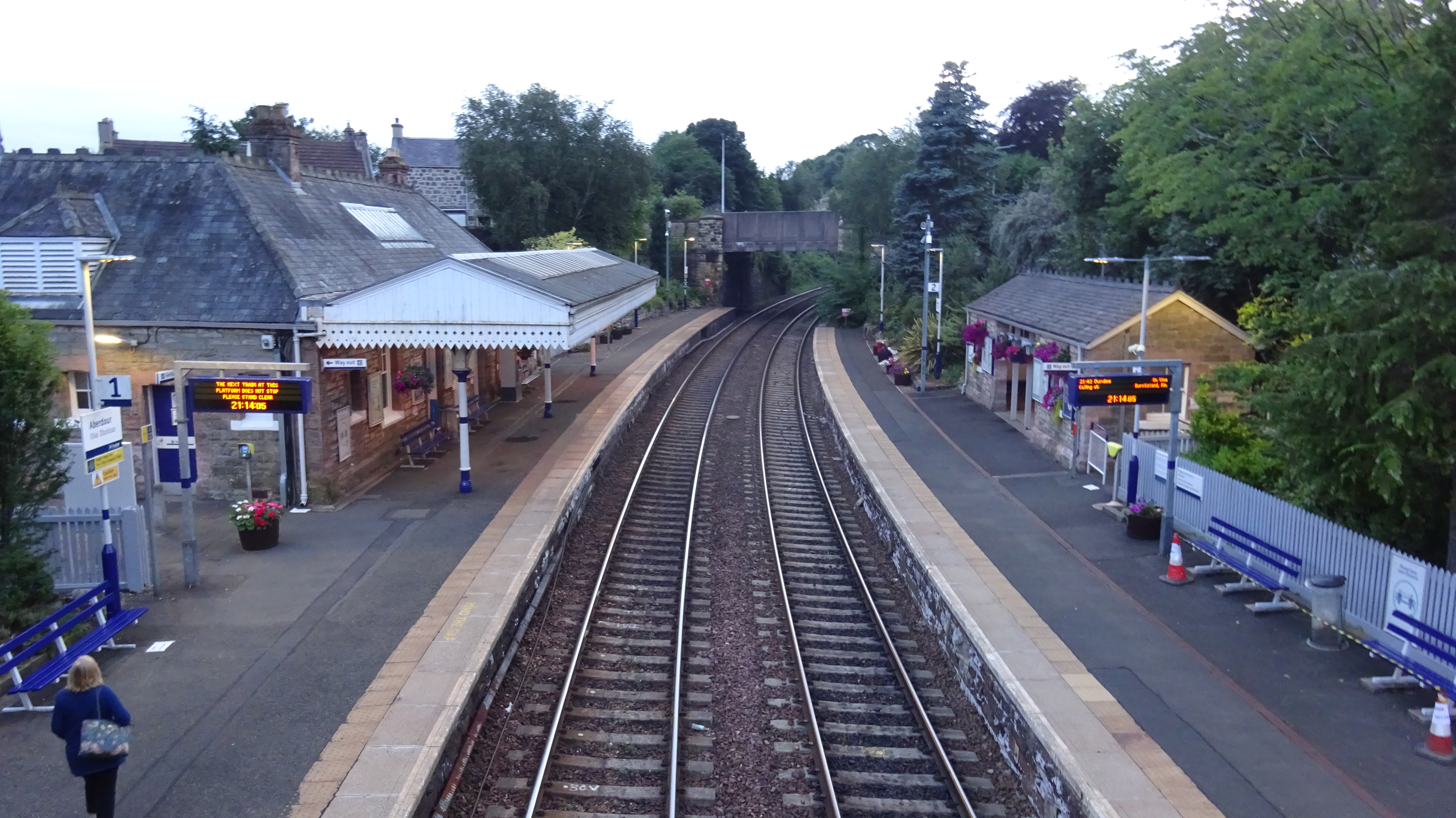
Overzicht, 2021
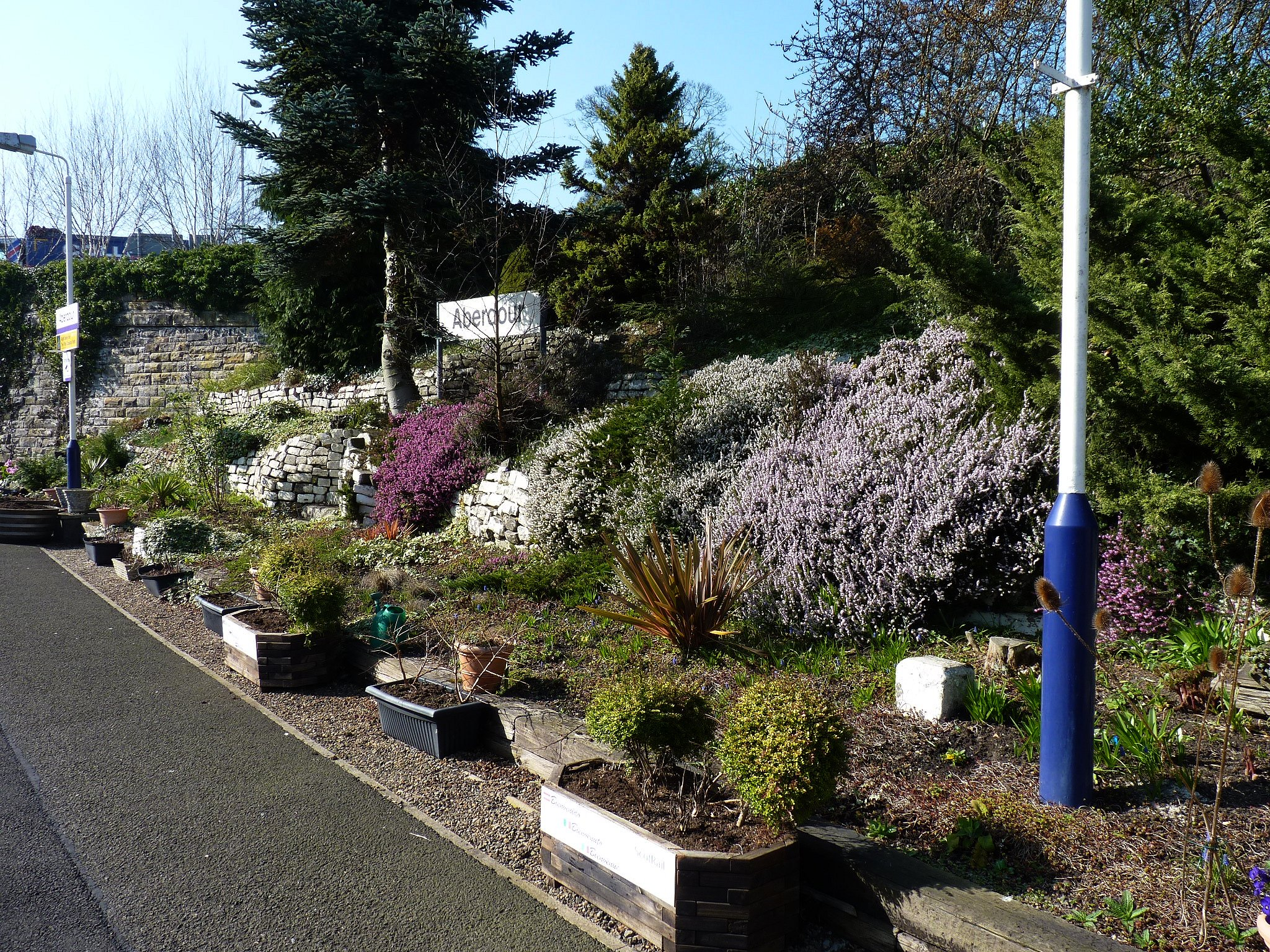
Stationstuin